# Giải bóng đá Hạng Nhất Quốc gia 2001–02
Giải bóng đá Hạng Nhất Quốc gia 2001–02 là mùa giải thứ sáu của Giải bóng đá Hạng Nhất Quốc gia Việt Nam kể từ khi thành lập năm 1997. Mùa giải này, có 12 đội bóng tham dự gồm Đồng Tháp, Bình Định, Hải Quan, Quân khu 7, Gia Lai, Tiền Giang, Long An, Lâm Đồng, ACB, Bình Dương, An Giang và Than Quảng Ninh để xác định 3 suất thăng hạng tại Giải bóng đá vô địch quốc gia và 2 suất xuống chơi tại Giải bóng đá Hạng Nhì Quốc gia. Đội xếp thứ 4 sẽ tham dự trận play-off tranh suất thi đấu tại Giải bóng đá vô địch quốc gia.

## Các đội bóng

### Sân vận động
| Đội        | Địa điểm              | Sân vận động | Sức chứa |
| ---------- | --------------------- | ------------ | -------- |
| Đồng Tháp  | Cao Lãnh              | Cao Lãnh     | 20,000   |
| Khánh Hòa  | Nha Trang             | 19 tháng 8   | 15,000   |
| Hải Quan   | Thành phố Hồ Chí Minh | Thống Nhất   | 22,000   |
| Quân khu 7 | Thành phố Hồ Chí Minh | Củ Chi       |          |
| Gia Lai    | Pleiku                | Pleiku       | 23,000   |
| Tiền Giang | Tiền Giang            | Tiền Giang   | 20,000   |
| Long An    | Tân An                | Long An      | 20,000   |
| Lâm Đồng   | Đà Lạt                | Đà Lạt       | 10,000   |
| LG-ACB     | Hà Nội                | Thái Nguyên  | 20,000   |
| Bình Dương | Thủ Dầu Một           | Gò Đậu       | 25,000   |
| Cần Thơ    | Cần Thơ               | Cần Thơ      | 25,000   |
| Thanh Hóa  | Thanh Hóa             | Thanh Hóa    | 14,000   |

### Cầu thủ nước ngoài
| Câu lạc bộ            | Cầu thủ 1                   | Cầu thủ 2                   | Cầu thủ 3                   | Cầu thủ 4                   | Cầu thủ 5                   | Cầu thủ 6                   | Cầu thủ 7                      | Cầu thủ 8                   | Cầu thủ 9             |
| --------------------- | --------------------------- | --------------------------- | --------------------------- | --------------------------- | --------------------------- | --------------------------- | ------------------------------ | --------------------------- | --------------------- |
| Gạch Đồng Tâm Long An | Fabio Santos                | Arthur Junior               | Robson Lino                 | Angel Cerqueira             | Rocha                       | Luiz Carlos De Souza        | Telmo Vinicio Santana Carmeiro |                             |                       |
| Đồng Tháp             | Olexsandr Gnatenko          | Vladimir Ivanovich          | Carbina Ivan                | Raltrenko                   | Stanislav Loban             |                             |                                |                             |                       |
| Hoàng Anh Gia Lai     | Kiatisuk Senamuang          | Vitor S. Smith              | Prince Jasper               | Chukiat Noosarung           | Abdullah Mustapha           | Sylla Fodebangaly           | Dee Sam Garmojaly              | Vafin K. Dolley             | Fatai Adewale Bisriyu |
| LG-ACB                | Takacs Lajos                | John Kingsley               | Golden Osusu                | Jozsef Ordog                |                             |                             |                                |                             |                       |
| Tiền Giang            | Ivane Sergiy                | Davy Penko Oleg             | Abraham François            |                             |                             |                             |                                |                             |                       |
| Lâm Đồng              | Daniel Agyekon              | Emmanuel Enowkpa            | Agyekes                     |                             |                             |                             |                                |                             |                       |
| Thanh Hóa             | Không sử dụng cầu thủ ngoại | Không sử dụng cầu thủ ngoại | Không sử dụng cầu thủ ngoại | Không sử dụng cầu thủ ngoại | Không sử dụng cầu thủ ngoại | Không sử dụng cầu thủ ngoại | Không sử dụng cầu thủ ngoại    | Không sử dụng cầu thủ ngoại |                       |
| Cần Thơ               | Bailey Adebowale            |                             |                             |                             |                             |                             |                                |                             |                       |
| Bình Dương            | Samwogerere Simonat         | V. Sheriff                  | Lasoryb Konstantin          | Orabuche Celestine          | Kurnosov Pavel              | Sakhnevich Eduard           |                                |                             |                       |
| Quân khu 7            | Không sử dụng cầu thủ ngoại | Không sử dụng cầu thủ ngoại | Không sử dụng cầu thủ ngoại | Không sử dụng cầu thủ ngoại | Không sử dụng cầu thủ ngoại | Không sử dụng cầu thủ ngoại | Không sử dụng cầu thủ ngoại    | Không sử dụng cầu thủ ngoại |                       |
| Hải Quan              | Không sử dụng cầu thủ ngoại | Không sử dụng cầu thủ ngoại | Không sử dụng cầu thủ ngoại | Không sử dụng cầu thủ ngoại | Không sử dụng cầu thủ ngoại | Không sử dụng cầu thủ ngoại | Không sử dụng cầu thủ ngoại    | Không sử dụng cầu thủ ngoại |                       |
| Khánh Hòa             | Iline Aleksei               | Trifonop Igor               | Silimani Luganda            | Dominic Crest Rabuye        | Kieskka Daniel Ntale        | Vladimir Yvedenski          |                                |                             |                       |

## Bảng xếp hạng
| TT | Đội                   | Tr | T  | H | B  | BT | BB | HS  | Điểm | Giành quyền tham dự hoặc xuống hạng |
| 1  | Gạch Đồng Tâm Long An | 22 | 14 | 6 | 2  | 33 | 7  | +26 | 48   | Thăng hạng V-League 2003            |
| 2  | Đồng Tháp             | 22 | 15 | 2 | 5  | 37 | 17 | +20 | 47   | Thăng hạng V-League 2003            |
| 3  | Hoàng Anh Gia Lai     | 22 | 13 | 2 | 7  | 38 | 32 | +6  | 41   | Thăng hạng V-League 2003            |
| 4  | LG-ACB                | 22 | 9  | 6 | 7  | 36 | 33 | +3  | 33   | Đấu play-off                        |
| 5  | Tiền Giang            | 22 | 8  | 4 | 10 | 37 | 33 | +4  | 28   |                                     |
| 6  | Lâm Đồng              | 22 | 8  | 4 | 10 | 27 | 23 | +4  | 28   |                                     |
| 7  | Thanh Hóa             | 22 | 7  | 7 | 8  | 19 | 23 | -4  | 28   |                                     |
| 8  | Cần Thơ               | 22 | 7  | 5 | 10 | 23 | 33 | -10 | 26   |                                     |
| 9  | Bình Dương            | 22 | 7  | 5 | 10 | 22 | 37 | -15 | 26   |                                     |
| 10 | Quân khu 7            | 22 | 6  | 6 | 10 | 26 | 32 | -6  | 24   |                                     |
| 11 | Hải Quan              | 22 | 6  | 6 | 10 | 22 | 25 | -3  | 24   | Xuống hạng Nhì Quốc gia 2003        |
| 12 | Khánh Hòa             | 22 | 3  | 6 | 13 | 13 | 38 | -25 | 15   | Xuống hạng Nhì Quốc gia 2003        |

## Lịch thi đấu và kết quả

### Vòng 1
| 11 tháng 11 năm 2001 | Quân khu 7     | 1–0                     | Hải Quan | Sân vận động Củ Chi |  |
|                      | - Anh Tuấn 80' | Chi tiết Chi tiết (VNE) |          | Lượng khán giả: 500 |  |

| 11 tháng 11 năm 2001 | Gạch Đồng Tâm Long An | 2–0                     | Tiền Giang | Sân vận động Long An |
|                      |                       | Chi tiết Chi tiết (VNE) |            |                      |

| 11 tháng 11 năm 2001 | Cần Thơ | 1–4                     | Đồng Tháp | Sân vận động Cần Thơ |
|                      |         | Chi tiết Chi tiết (VNE) |           |                      |

| 21 tháng 11 năm 2001 | Khánh Hòa                      | 2–0                     | Bình Dương  | Sân vận động Nha Trang |  |
|                      | - Duy Tiến 72' - Thiện Hảo 90' | Chi tiết Chi tiết (VNE) | Konstanstin |                        |  |

| 21 tháng 11 năm 2001 | Lâm Đồng | 0–1                     | Hoàng Anh Gia Lai | Sân vận động Đà Lạt |  |
|                      |          | Chi tiết Chi tiết (VNE) | Tấn Thật (ph.đ.)  |                     |  |

| 21 tháng 11 năm 2001 | LG-ACB | 1–1                     | Thanh Hóa | Sân vận động Thái Nguyên |
|                      |        | Chi tiết Chi tiết (VNE) |           |                          |

### Vòng 2
| 21 tháng 11 năm 2001 | LG-ACB | 0–1                     | Gạch Đồng Tâm Long An | Sân vận động Thái Nguyên |
|                      |        | Chi tiết Chi tiết (VNE) |                       |                          |

| 21 tháng 11 năm 2001 | Hải Quan | 1–2      | Hoàng Anh Gia Lai               | Sân vận động Thống Nhất |  |
|                      |          | Chi tiết | - Mustapha 6' - Fodebangaly 49' |                         |  |

| 21 tháng 11 năm 2001 | Quân khu 7    | 1–0      | Lâm Đồng | Sân vận động Củ Chi |  |
|                      | Tô Văn An 60' | Chi tiết |          |                     |  |

| 21 tháng 11 năm 2001 | Thanh Hóa | 1–0      | Tiền Giang | Sân vận động Thanh Hóa |
|                      |           | Chi tiết |            |                        |

| 22 tháng 11 năm 2001 | Cần Thơ | v | Bình Dương | Sân vận động Cần Thơ |  |
|                      |         |   |            |                      |  |

| 22 tháng 11 năm 2001 | Đồng Tháp | v | Khánh Hòa | Sân vận động Cao Lãnh |  |
|                      |           |   |           |                       |  |

### Vòng 4
| 28 tháng 11 năm 2001 | Tiền Giang | 2–1      | Hoàng Anh Gia Lai | Sân vận động Mỹ Tho |
|                      |            | Chi tiết |                   |                     |

| 28 tháng 11 năm 2001 | Bình Dương | 2–2      | Hải Quan | Sân vận động Bình Dương |
|                      |            | Chi tiết |          |                         |

| 21 tháng 11 năm 2001 | Cần Thơ | 1–2      | LG-ACB | Sân vận động Cần Thơ |
|                      |         | Chi tiết |        |                      |

| 28 tháng 11 năm 2001 | Khánh Hòa | 2–0      | Quân khu 7 | Sân vận động Nha Trang |
|                      |           | Chi tiết |            |                        |

| 28 tháng 11 năm 2001 | Gạch Đồng Tâm Long An | 1–0      | Lâm Đồng | Sân vận động Long An |
|                      |                       | Chi tiết |          |                      |

| 28 tháng 11 năm 2001 | Đồng Tháp | 2–1      | Thanh Hóa | Sân vận động Cao Lãnh |
|                      |           | Chi tiết |           |                       |

### Vòng 6
| 15 tháng 12 năm 2001 | LG-ACB                                                                           | 1–1      | Bình Dương                                                       | Sân vận động Thái Nguyên |  |
|                      | - Joshep 89' - Danh Minh 36' - Takács Lajos 37' - Quang Long 76' - Quang Thọ 83' | Chi tiết | - Tiến Đạt 79' - Celestin 3' - Nguyên Quang 60' - Thông Khai 75' |                          |  |

| 15 tháng 12 năm 2001 | Thanh Hóa | 0–0      | Khánh Hòa | Sân vận động Thanh Hóa |
|                      |           | Chi tiết |           |                        |

| 15 tháng 12 năm 2001 | Lâm Đồng            | 1–1      | Cần Thơ               | Sân vận động Lâm Đồng |  |
|                      | Nguyễn Văn Hùng 90' | Chi tiết | Nguyễn Thanh Danh 45' |                       |  |

| 15 tháng 12 năm 2001 | Hoàng Anh Gia Lai | 0–1      | Đồng Tháp          | Sân vận động Gia Lai |  |
|                      |                   | Chi tiết | Trần Duy Quang 49' |                      |  |

| 15 tháng 12 năm 2001 | Quân khu 7 | 1–1      | Gạch Đồng Tâm Long An | Sân vận động Quân khu 7 |  |
|                      | Văn An 14' | Chi tiết | Anthur Junior 19'     |                         |  |

| 15 tháng 12 năm 2001 | Hải Quan | 0–0      | Tiền Giang | Sân vận động Thống Nhất |
|                      |          | Chi tiết |            |                         |

### Vòng 7
| 22 tháng 12 năm 2001 | LG-ACB                                            | 4–0      | Khánh Hòa | Sân vận động Thái Nguyên |  |
|                      | - Hoàng Phúc Lâm 44', 72' - Takács Lajos 60', 77' | Chi tiết |           |                          |  |

| 22 tháng 12 năm 2001 | Thanh Hóa                                                       | 4–2      | Bình Dương                      | Sân vận động Thanh Hóa |  |
|                      | - Thanh Tùng 42' - Đình Quý 47' - Mạnh Tường 81' - Tuấn Anh 88' | Chi tiết | - Văn Khanh 86' - Trí Trọng 87' |                        |  |

| 22 tháng 12 năm 2001 | Gạch Đồng Tâm Long An | 1–0      | Hải Quan | Sân vận động Long An |  |
|                      | Arthur Junio 14'      | Chi tiết |          |                      |  |

| 22 tháng 12 năm 2001 | Tiền Giang                                                    | 3–1      | Quân khu 7           | Sân vận động Tiền Giang |  |
|                      | - Đỗ Bình Nam 17' - Nguyễn Văn Châu 38' - Nguyễn B. Thuận 73' | Chi tiết | Nguyễn Thành Tài 87' |                         |  |

| 22 tháng 12 năm 2001 | Hoàng Anh Gia Lai       | 1–1      | Cần Thơ           | Sân vận động Gia Lai |  |
|                      | Lưu Tống Thức 45' (o.g) | Chi tiết | Trần Minh Đức 48' |                      |  |

| 22 tháng 12 năm 2001 | Lâm Đồng | 0–1      | Đồng Tháp          | Sân vận động Đà Lạt |  |
|                      |          | Chi tiết | Trần Duy Quang 23' |                     |  |

## Play-off
Trận play-off diễn ra giữa đội xếp thứ 9 giải chuyên nghiệp và đội xếp thứ 4 giải Hạng Nhất.
| Thừa Thiên Huế | 0–1      | LG Hà Nội ACB |
| -------------- | -------- | ------------- |
|                | Chi tiết | Lajos 104'    |

LG Hà Nội ACB lên hạng nhờ luật bàn thắng vàng.

#### Cầu thủ ghi bàn hàng đầu
Dưới đây là danh sách cầu thủ ghi bàn hàng đầu của giải đấu. 
| Xếp hạng | Cầu thủ            | Câu lạc bộ            | Số bàn thắng |
| -------- | ------------------ | --------------------- | ------------ |
| 1        | Robson Lino        | Gạch Đồng Tâm Long An | 13           |
| 2        | Takacs Lajos       | LG-ACB                | 10           |
| 2        | Nguyễn Anh Tuấn    | Quân khu 7            | 10           |
| 2        | Nguyễn Bạch Thuận  | Tiền Giang            | 10           |
| 3        | Hoàng Phúc Lâm     | LG-ACB                | 8            |
| 3        | Lasoryb Konstantin | Bình Dương            | 8            |
| 3        | Kiatisuk Senamuang | Hoàng Anh Gia Lai     | 8            |
| 3        | Hoàng Thanh Tùng   | Thanh Hóa             | 8            |
| 4        | Trần Duy Quang     | Đồng Tháp             | 7            |
| 4        | Arthur Junior      | Gạch Đồng Tâm Long An | 7            |
| 4        | Nguyễn Văn Đàn     | Hoàng Anh Gia Lai     | 7            |
| 5        | Jozsef Ordog       | LG-ACB                | 6            |
| 5        | Trương Văn Khanh   | Bình Dương            | 6            |
| 5        | Raltrenko          | Đồng Tháp             | 6            |
| 5        | Đỗ Bình Nam        | Tiền Giang            | 6            |
| 5        | Nguyễn Văn Hiền    | Lâm Đồng              | 6            |
| 5        | Lê Tuấn Anh        | Thanh Hóa             | 6            |
| 6        | Trần Minh Đức      | Cần Thơ               | 5            |
| 6        | Đinh Thanh Hải     | Hải Quan              | 5            |
| 6        | Nguyễn Duy Tiên    | Khánh Hòa             | 5            |
| 7        | 13 cầu thủ         | 13 cầu thủ            | 4            |
| 8        | 12 cầu thủ         | 12 cầu thủ            | 3            |
| 9        | 32 cầu thủ         | 32 cầu thủ            | 2            |
| 10       | 32 cầu thủ         | 32 cầu thủ            | 1            |

## Tổng kết mùa giải
- Vô địch: Gạch Đồng Tâm Long An
- Lên hạng chuyên nghiệp: Đồng Tháp và Hoàng Anh Gia Lai
- Đá play-off với đội xếp thứ 9 giải chuyên nghiệp: LG-ACB
- Xuống hạng hạng nhì: Hải Quan và Khánh Hòa
- Vua phá lưới:  Robson Lino (13 bàn)
- Cầu thủ xuất sắc nhất: Lê Hoàng Vũ - Bình Dương